# Osmo Soininvaara
Osmo Heikki Kristian Soininvaara (né le 2 septembre 1951 à Helsinki) est un homme politique et un écrivain finlandais.

## Carrière
Ancien chef de la Ligue verte, il est député entre 1987-1991, 1995-2007 et en 2011. Il est également ministre des Affaires sociales et de la Santé entre le 14 avril 2000 et le 19 avril 2002.

## Ouvrages
- Vihreää valoa : Kirja Suomen muuttamisesta, Perusta, 1983 (ISBN 951-95850-0-1)
- Ratkaiseva aika, WSOY, 1986 (ISBN 951-0-14019-8)
- Linkola, Pentti & Soininvaara, Osmo, Kirjeitä Linkolan ohjelmasta, Perusta, 1986 (ISBN 951-0-14133-X)
- Soininvaara, Osmo (ed.), Vihreä metropoli : Kunnallisvaalit 1988, Helsingin vihreät, 1988 (ISBN 951-99984-2-X)
- Vihreä markkinatalous, Hanki ja jää, 1990 (ISBN 951-8916-22-5)
- Hyvinvointivaltio ja talouden kriisi, STM : n julkaisuja 11/1992, Sosiaali- ja terveysministeriö, talous- ja suunnitteluosasto, 1992 (ISBN 951-47-6654-7)
- Hyvinvointivaltion eloonjäämisoppi, WSOY, 1994 (ISBN 951-0-20100-6)
- Terho Pursiainen et al., Vapauden ja vastuun Suomi, Areena-sarja, WSOY, 1994 (ISBN 951-0-19848-X)
- Ehkä siinä kävikin näin : Näkökohtia työllisyyden ja elinkeinojen kehityksestä ja elintapojen muutoksesta pääkaupunkiseudulla vuoteen 2020, Pääkaupunkiseudun julkaisusarja B 1/1996, Pääkaupunkiseudun yhteistyövaltuuskunta, 1996, 53 p. (ISBN 951-798-436-7)
- Täystyöllisyyteen ilman köyhyyttä, Art House, 1999 (ISBN 951-884-252-3)
- Ministerikyyti, WSOY, 2002 (ISBN 951-0-27568-9)
- Vihreät ja talous : Oikealla, vasemmalla vai edellä, Tietokeino, 2005 (ISBN 952-91-8596-0)
- Vauraus ja aika, Teesi-sarja, Teos, 2007 (ISBN 978-951-851-116-1)
- Fillarilla Nizzaan, Teos, 2008 (ISBN 978-951-851-161-1)
- Soininvaara, Osmo, Julkisen sektorin tuottavuus. Samalla rahalla enemmän, Tehokkaan Tuotannon Tutkimussäätiö, 2009 (ISBN 978-952-92-6681-4, lire en ligne)
- Soininvaara, Osmo, SATA-komitea – Miksi asioista päättäminen on niin vaikeaa, Teos, 2010 (ISBN 978-951-851-333-2)
- Soininvaara, Osmo, Vihreä politiikka, Teos, 2012 (ISBN 978-951-851-461-2)
- Kivekäs, Otso & Soininvaara, Osmo & Särelä, Mikko & Holopainen Mari, Seuraavat 400 000 helsinkiläistä, Tietokeino, 2012 (ISBN 978-952-93-1368-6, lire en ligne)